# Schematische Kriegsgliederung der Wehrmacht für die Operation Overlord
Die Schematische Kriegsgliederung der Wehrmacht für die Operation Overlord zeigt die Aufstellung des Heeres, der Luftwaffe und der Kriegsmarine der Wehrmacht in Westeuropa zu Beginn der alliierten Landung in Frankreich am 6. Juni 1944. Das Heer war in zwei Heeresgruppen gegliedert. Die Luftwaffe bot eine Luftflotte auf, die zwar selbstständig war, aber eng mit den entsprechenden Heeresverbänden zusammenarbeiten sollte. Die meisten Infanterie-Divisionen waren „bodenständig“, das heißt, sie waren gegenüber einer normalen Infanterie-Division mit weniger Pferden und Kraftfahrzeugen ausgestattet. Bei den Feld-Divisionen (L) handelte es sich um ehemalige Luftwaffen-Felddivisionen. Reserve-Divisionen gehörten dem Ersatzheer an und waren überwiegend für die Ausbildung von Rekruten zuständig.

## Heer
Oberbefehlshaber West
- Oberbefehlshaber: Generalfeldmarschall Gerd von Rundstedt
- Chef des Generalstabs: General der Infanterie Günther Blumentritt
- 1. Generalstabsoffizier: Oberst i. G. Bodo Zimmermann

### Heeresgruppe B
- Oberbefehlshaber: Generalfeldmarschall Erwin Rommel
- Chef des Generalstabs: Generalleutnant Hans Speidel
- 1. Generalstabsoffizier: Oberst i. G. Hans-Georg Tempelhoff

#### Wehrmachtsbefehlshaber Niederlande
- Befehlshaber: General der Flieger Friedrich Christiansen
- Chef des Generalstabs: Generalleutnant: Heinz-Hellmuth von Wühlisch

| LXXXVIII. Armeekorps | 16. Feld-Division (L)    | bodenständig, ehemalige 16. Luftwaffenfeld-Division |
| LXXXVIII. Armeekorps | 719. Infanterie-Division | bodenständig                                        |
| LXXXVIII. Armeekorps | 347. Infanterie-Division | bodenständig                                        |

#### 15. Armee
- Oberbefehlshaber: Generaloberst Hans von Salmuth[2]
- Chef des Generalstabs: Generalmajor Rudolf Hofmann
- 1. Generalstabsoffizier: Oberst i. G. Georg Metzke

| LXVII. Armeekorps  | 344. Infanterie-Division | bodenständig                                        |
| LXVII. Armeekorps  | 348. Infanterie-Division | bodenständig                                        |
| LXVII. Armeekorps  | 85. Infanterie-Division  |                                                     |
| LXXXI. Armeekorps  | 245. Infanterie-Division | bodenständig                                        |
| LXXXI. Armeekorps  | 17. Feld-Division (L)    | bodenständig, ehemalige 17. Luftwaffenfeld-Division |
| LXXXI. Armeekorps  | 711. Infanterie-Division | bodenständig                                        |
| LXXXI. Armeekorps  | 84. Infanterie-Division  |                                                     |
| LXXXI. Armeekorps  | 346. Infanterie-Division |                                                     |
| LXXXII. Armeekorps | 18. Feld-Division (L)    | bodenständig, ehemalige 18. Luftwaffenfeld-Division |
| LXXXII. Armeekorps | 47. Infanterie-Division  | bodenständig                                        |
| LXXXII. Armeekorps | 49. Infanterie-Division  | bodenständig                                        |
| LXXXII. Armeekorps | 326. Infanterie-Division |                                                     |
| LXXXII. Armeekorps | 331. Infanterie-Division |                                                     |
| LXXXIX. Armeekorps | 165. Reserve-Division    | Ersatzheer                                          |
| LXXXIX. Armeekorps | 712. Infanterie-Division | bodenständig                                        |
| LXXXIX. Armeekorps | 326. Infanterie-Division | bodenständig                                        |
| LXXXIX. Armeekorps | Division z.b.V. 136      |                                                     |
| Reserven           | 182. Reserve-Division    | Ersatzheer                                          |
| Reserven           | Schnelle Brigade 20      | Radfahrverband                                      |

#### 7. Armee
- Oberbefehlshaber: Generaloberst Friedrich Dollmann[3]
- Chef des Generalstabs: Generalmajor Max-Josef Pemsel
- 1. Generalstabsoffizier: Oberst i. G. Erich Helmdach

| XXV. Armeekorps     | 343. Infanterie-Division            | bodenständig   |
| XXV. Armeekorps     | 265. Infanterie-Division            | bodenständig   |
| XXV. Armeekorps     | 275. Infanterie-Division            | bodenständig   |
| XXV. Armeekorps     | 353. Infanterie-Division            |                |
| LXXIV. Armeekorps   | 77. Infanterie-Division             |                |
| LXXIV. Armeekorps   | 266. Infanterie-Division            | bodenständig   |
| LXXXIV. Armeekorps  | 716. Infanterie-Division            | bodenständig   |
| LXXXIV. Armeekorps  | 352. Infanterie-Division            | bodenständig   |
| LXXXIV. Armeekorps  | 709. Infanterie-Division            | bodenständig   |
| LXXXIV. Armeekorps  | 243. Infanterie-Division            | bodenständig   |
| LXXXIV. Armeekorps  | Schnelle Brigade 30                 | Radfahrverband |
| LXXXIV. Armeekorps  | 319. Infanterie-Division            | bodenständig   |
| II. Fallschirmkorps | 3. Fallschirmjäger-Division         |                |
| II. Fallschirmkorps | 5. Fallschirmjäger-Division         |                |
| Reserven            | 91. (Luftlande-)Infanterie-Division |                |

#### Reserven der Heeresgruppe B
| XXXXVII. Panzerkorps | 2. Panzer-Division            | 98 P IV, 79 P V                                              |
| XXXXVII. Panzerkorps | 21. Panzer-Division           | 4 P III, 117 P IV, 12 Flakpanzer 38(t), 2 Panzerbefehlswagen |
| XXXXVII. Panzerkorps | 116. Panzer-Division          | 13 P III, 86 P IV, 6 Sturmgeschütze                          |
|                      | 19. Luftwaffen-Sturm-Division |                                                              |

### Panzergruppe West
- Oberbefehlshaber: General der Panzertruppen Leo Geyr von Schweppenburg[6]
- Chef des Generalstabs: Generalmajor Sigismund-Helmut Ritter und Edler von Dawans
- 1. Generalstabsoffizier: Major i. G.: Burgsthaler

| LXIV. Reserve-Armeekorps | Panzerbrigade 10                                        | Ausbildungs- und Auffrischungseinheit für alle Panzerverbände in Westeuropa |
| I. SS-Panzerkorps        | 1. SS-Panzer-Division „Leibstandarte SS Adolf Hitler“   | 45 P IV, 54 P V, 45 Sturmgeschütze                                          |
| I. SS-Panzerkorps        | 12. SS-Panzer-Division „Hitlerjugend“                   | 98 P IV, 66 P V, 12 Flakpz. 38                                              |
| I. SS-Panzerkorps        | 17. SS-Panzergrenadier-Division „Götz von Berlichingen“ | 42 Sturmgeschütze, 3 Panzerbefehlswagen                                     |
|                          | Panzer-Lehr-Division                                    | 101 P IV, 89 P V, 3 P VI, 12 Flakpz. 38, 9 Sturmgeschütze                   |

### Armeegruppe G
- Oberbefehlshaber: Generaloberst Johannes Blaskowitz
- Chef des Generalstabs: Generalmajor Heinz von Gyldenfeldt
- 1. Generalstabsoffizier: Oberst i. G. Horst Wilutzky

#### 1. Armee
- Oberbefehlshaber: General der Infanterie Kurt von der Chevallerie[7]
- Chef des Generalstabs: Oberst i. G. Gerhard Feyerabend
- 1. Generalstabsoffizier: Oberst i. G. Albert Emmerich

| LXXX. Armeekorps   | 158. Reserve-Division    | Ersatzheer   |
| LXXX. Armeekorps   | 708. Infanterie-Division | bodenständig |
| LXXXVI. Armeekorps | 159. Reserve-Division    | Ersatzheer   |
| LXXXVI. Armeekorps | 276. Infanterie-Division |              |

#### 19. Armee
- Oberbefehlshaber: General der Infanterie Georg von Sodenstern[8]
- Chef des Generalstabs: Generalleutnant Walter Botsch
- 1. Generalstabsoffizier: Oberst i. G. Friedrich Schulz

| LXII. Reserve-Armeekorps | 148. Reserve-Division    | Ersatzheer   |
| LXII. Reserve-Armeekorps | 242. Infanterie-Division | bodenständig |
| Korpsgruppe Knieß        | 338. Infanterie-Division | bodenständig |
| Korpsgruppe Knieß        | 244. Infanterie-Division | bodenständig |
| IV. Luftwaffen-Feldkorps | 272. Infanterie-Division |              |
| IV. Luftwaffen-Feldkorps | 277. Infanterie-Division |              |
| IV. Luftwaffen-Feldkorps | 271. Infanterie-Division |              |

#### Reserven der Armeegruppe G
| LVIII. Reserve-Panzerkorps | 9. Panzer-Division              | 78 P IV, 40 P V, 5 Sturmgeschütze   |
| LVIII. Reserve-Panzerkorps | 11. Panzer-Division             | 26 P III, 89 P IV, 8 Sturmgeschütze |
| LVIII. Reserve-Panzerkorps | 2. SS-Panzer-Division Das Reich | 54 P IV, 78 P V, 42 Sturmgeschütze  |
| LXVI. Reserve-Armeekorps   | 157. Reserve-Division           | Ersatzheer                          |
| LXVI. Reserve-Armeekorps   | 189. Reserve-Division           | Ersatzheer                          |

## Luftwaffe
Luftflotte 3
- Oberbefehlshaber: Generalfeldmarschall Hugo Sperrle[9]
- Chef des Generalstabes: Generalmajor Hermann Plocher
- Iststärke: 971 Flugzeuge (37 Aufklärungsflugzeuge, 119 Kampfflugzeuge, 280 Sturzkampfflugzeuge, 70 Zerstörerflugzeuge, 61 Schlachtflugzeuge, 371 Jagdflugzeuge)

| direkt unterstellt                     | Aufklärungsgruppe 123 | 27 Aufklärungsflugzeuge (10 Messerschmitt Bf 109, 2 Focke-Wulf Fw 190, 11 Junkers Ju 88, 3 Junkers Ju 188, 1 Dornier Do 217)                                |
| direkt unterstellt                     | Nahaufklärungsgruppe 13 | 42 Aufklärungsflugzeuge (31 Messerschmitt Bf 109, 11 Focke-Wulf Fw 190)                                                                                     |
| direkt unterstellt                     | III./Transportgeschwader 1, IV./Transportgeschwader 4 | 47 Transportflugzeuge (16 Savoia-Marchetti SM.82, 31 Lioré & Olivier LeO 45)                                                                                |
| direkt unterstellt                     | 1. Staffel der Fernaufklärungsgruppe 121 | 9 Aufklärungsflugzeuge (1 Messerschmitt Me 410A-1, 8 Messerschmitt Me 410A-3)                                                                               |
| direkt unterstellt                     | Wettererkundungsstaffel 51 | 8 Aufklärungsflugzeuge (1 Junkers Ju 88A-4, 3 Junkers Ju 88D-1, 1 Junkers Ju 188F-1, 3 Messerschmitt Me 410A-3)                                             |
| II. Fliegerkorps                       | Fliegerführer West mit Stab, I. und III./Zerstörergeschwader 1, III./Schlachtgeschwader 4                                                                                  | 55 Zerstörerflugzeuge, 40 Schlachtflugzeuge (40 Junkers Ju 88C-6, 12 Junkers Ju 88R-2, 3 Junkers Ju 88G-1, 36 Focke-Wulf Fw 190A-6, 4 Focke-Wulf Fw 190A-7) |
| IX. Fliegerkorps                       | 3. Staffel der Fernaufklärungsgruppe 122 | 8 Aufklärungsflugzeuge (7 Junkers Ju 188F-1, 1 Junkers Ju 88D-1)                                                                                            |
| IX. Fliegerkorps                       | Stab, I., II. und III./Kampfgeschwader 6 | 26 Kampfflugzeuge (12 Junkers Ju 188A-2, 7 Junkers Ju 188E-1, 6 Dornier Do 217M-1, 1 Dornier Do 217K-1)                                                     |
| IX. Fliegerkorps                       | Stab, I., II. und III./Kampfgeschwader 2 | 51 Kampfflugzeuge (47 Junkers Ju 188A-2, 3 Junkers Ju 88A-4, 1 Junkers Ju 88A-14)                                                                           |
| IX. Fliegerkorps                       | II./Kampfgeschwader 51 | 24 Kampfflugzeuge (24 Messerschmitt Me 410A-1/U2) |
| IX. Fliegerkorps                       | Einsatzstaffel/Kampfgeschwader 101 | Junkers Ju 88 Mistelgespanne |
| IX. Fliegerkorps                       | I./Schnellkampfgeschwader 10 | 33 Schlachtflugzeuge (26 Focke-Wulf Fw 190G-3, 7 Focke-Wulf Fw 190G-8/R-5)                                                                                  |
| IX. Fliegerkorps                       | I./Kampfgeschwader 66 | 31 Kampfflugzeuge (32 Junkers Ju 188E-1, 9 Junkers Ju 88S-1)                                                                                                |
| X. Fliegerkorps                        | Fernaufklärungsgruppe 5 | 15 Aufklärungsflugzeuge (6 Junkers Ju 290A-5, 4 Junkers Ju 290A-7, 1 Junkers Ju 290A-5, 1 Heinkel He 111A-6, 1 Dornier Do 217E, 1 Junkers Ju 188F-1)        |
| X. Fliegerkorps                        | Stab, I., II. und III./Kampfgeschwader 40 | 104 Kampfflugzeuge (59 Heinkel He 177A, 45 Focke-Wulf Fw 200C)                                                                                              |
| II. Jagdkorps                          | 4. Jagd-Division mit dem Jagdfliegerführer 4 mit dem Stab, I. und III./Jagdgeschwader 26, Stab, I. und III./Nachtjagdgeschwader 4, Stab, I. und III./Nachtjagdgeschwader 5 | 72 Jagdflugzeuge, 75 Nachtjagdflugzeuge (37 Focke-Wulf 190G, 35 Focke-Wulf 190A, 56 Messerschmitt Bf 110G, 18 Junkers Ju 88, 1 Dornier Do 217N)             |
| II. Jagdkorps                          | 5. Jagd-Division mit dem Jagdfliegerführer 5 mit dem Stab, I. und II./Jagdgeschwader 2, II./Nachtjagdgeschwader 4                                                          | 40 Jagdflugzeuge, 19 Nachtjagdflugzeuge (22 Focke-Wulf Fw 190A, 18 Messerschmitt Bf 109G, 16 Messerschmitt Bf 110G, 3 Dornier Do 217N)                      |
| II. Jagdkorps                          | Jagdfliegerführer Bretagne mit der III./Jagdgeschwader 2 | 29 Jagdflugzeuge (29 Focke-Wulf Fw 190A) |
| II. Jagdkorps                          | Jagdfliegerführer Südfrankreich mit der Jagdgruppe Süd | 140 Jagdflugzeuge (49 Messerschmitt Bf 109G, 2 Messerschmitt Bf 109F, 89 Focke-Wulf Fw 190A)                                                                |
| II. Jagdkorps                          | Jagdabschnittsführer Bordeaux mit der Jagdgruppe West, II./Jagdgeschwader 26                                                                                               | 62 Jagdflugzeuge (8 Messerschmitt Bf 109G, 54 Focke-Wulf Fw 190A)                                                                                           |
| 2. Fliegerdivision                     | 1. Staffel der Fernaufklärungsgruppe 33 | 7 Aufklärungsflugzeuge (3 Junkers Ju 88D-3, 1 Junkers Ju 88T-1, 3 Junkers Ju 188F-1)                                                                        |
| 2. Fliegerdivision                     | Stab, II. und III./Kampfgeschwader 26 | 76 Kampfflugzeuge (68 Junkers Ju 88A-17, 8 Junkers Ju 88A-4/LT)                                                                                             |
| 2. Fliegerdivision                     | Stab, I. und III./Kampfgeschwader 77 | 54 Kampfflugzeuge (54 Junkers Ju 88A-17) |
| 2. Fliegerdivision                     | Stab und III./Kampfgeschwader 100, 4. und 6./Kampfgeschwader 76 | 35 Kampfflugzeuge (23 Dornier Do 217K, 6 Dornier Do 217E, 5 Dornier Do 217M-1, 1 Heinkel He 177A-5)                                                         |
| III. Flakkorps                         | Stab Flak-Regiment 37 mit II./Flak-Regiment 22, II./Flak-Regiment 64, leichte Flak-Abteilung 84                                                                            | |
| III. Flakkorps                         | Stab Flak-Regiment 79 mit I./Flak-Regiment 35, I./Flak-Regiment 53, Flak-Abteilung 141, leichte Flak-Abteilung 98                                                          | |
| III. Flakkorps                         | Stab Flak-Regiment 653 mit I./Flak-Regiment 20, II./Flak-Regiment 52, leichte Flak-Abteilung 80, leichte Flak-Abteilung 95                                                 | |
| Luftgaukommando Westfrankreich         | | |
| Luftgaukommando Belgien/Nordfrankreich | | |
| Luftgaukommando Holland                | | |

## Kriegsmarine
Marinegruppenkommando West
- Oberbefehlshaber: Admiral Theodor Krancke[10]
- Chef des Stabes: Konteradmiral Karl Hoffmann
- 1. Admiralsstabsoffizier: Kapitänleutnant Ulrich Rehder

| direkt unterstellt                            | 5. Torpedobootflottille                             | Torpedoboote T 28, Möwe, Jaguar, Kondor, Falke |
| direkt unterstellt                            | Führer der Schnellboote                             | 2., 4., 5., 8. und 9. Schnellbootflottille |
| direkt unterstellt                            | Admiral der Seebefehlsstellen                       | |
| Kommandierender Admiral Kanalküste            | Kommandant der Seeverteidigung Seine-Somme          | Marineartillerie-Abteilung 266, Hafen-Kommandant Le Havre, Hafen-Kommandant Dieppe, Hafen-Kommandant Fecamp, Hafen-Kommandant Rouen, Hafen-Kapitän Caen, Hafen-Kapitän Le Treport, Hafen-Kapitän Trouville, Marine-Wetterstation Le Havre, 20. Marinekraftfahrabteilung |
| Kommandierender Admiral Kanalküste            | Kommandant der Seeverteidigung Normandie            | Marineartillerie-Abteilung 260, Marineartillerie-Abteilung 608, 3. und 4. Staffel Marine-Bordflieger-Abteilung 10, Hafen-Kommandant Cherbourg, Hafen-Kommandant Granville, Hafen-Kommandant Saint-Malo, 22. Marinekraftfahrabteilung, |
| Kommandierender Admiral Kanalküste            | Kommandant der Seeverteidigung Kanalinseln          | |
| Kommandierender Admiral Kanalküste            | Kommandant der Seeverteidigung Calais               | |
| Kommandierender Admiral Atlantikküste         | Kommandant der Seeverteidigung der Bretagne         | |
| Kommandierender Admiral Atlantikküste         | Kommandant der Seeverteidigung Loire-Gironde        | |
| Kommandierender Admiral Atlantikküste         | Kommandant der Seeverteidigung Gascogne             | |
| Kommandierender Admiral Atlantikküste         | Marinepionierverbindungsstab                        | |
| Kommandierender Admiral französische Südküste | Kommandant der Seeverteidigung Languedoc            | Hafenschutzflottille Languedoc, Hafenkommandant Port-Vendres, Hafenkommandant Sète, Hafenkapitän Port-de-Bouc, Marineartillerieabteilung 610, Marineartillerieabteilung 615, Marineartillerieabteilung 625, 26. Marinekraftfahrabteilung, Marineartilleriearsenal Sète |
| Kommandierender Admiral französische Südküste | Kommandant der Seeverteidigung französische Riviera | Hafenschutzflottille Französische Riviera, Hafenkommandant Marseille, Hafenkommandant La Ciotat, Hafenkommandant Toulon, Hafenkapitän Saint Tropez, Hafenkapitän Cannes, Hafenkommandant Nizza, Marineartillerieabteilung 611, Marineartillerieabteilung 627, Marineflakabteilung 819, 3. Marinenebelabteilung, 28. Marinekraftfahrabteilung, Marineartilleriearsenal Toulon |
| Befehlshaber der Sicherung der Nordsee        | 1. Sicherungs-Division                              | 1. Minensuchflottille, 11. Minensuchflottille, 32. Minensuchflottille, 34. Minensuchflottille, 1. Artillerieträgerflottille, 9. Räumbootsflottille, 8. Sperrbrecherflottille, 13. Vorpostenflottille, 14. Vorpostenflottille, 20. Vorpostenflottille |
| Befehlshaber der Sicherung der Nordsee        | 5. Sicherungs-Division                              | 7. Minensuchflottille, 21. Minensuchflottille, 27. Minensuchflottille, 13. Räumbootsflottille, 1. Sperrbrecherflottille, 8. Vorpostenflottille, 11. Vorpostenflottille, 12. Vorpostenflottille |
| Befehlshaber der Sicherung West               | 6. Sicherungsflottille                              | |
| Befehlshaber der Sicherung West               | 2. Sicherungs-Division                              | 36. Minensuchflottille, 38. Minensuchflottille, 2. Räumbootsflottille, 4. Räumbootsflottille, 8. Räumbootsflottille, 10. Räumbootsflottille, 15. Räumbootsflottille, 2. Artillerieträgerflottille, 6. Artillerieträgerflottille, 15. Vorpostenflottille, 18. Vorpostenflottille                                                                                              |
| Befehlshaber der Sicherung West               | 3. Sicherungs-Division                              | 2. Minensuchflottille, 6. Minensuchflottille, 24. Minensuchflottille, 40. Minensuchflottille, 46. Minensuchflottille, 6. Sperrbrecherflottille, 14. U-Bootsjagdflottille, 2. Vorpostenflottille, 7. Vorpostenflottille |
| Befehlshaber der Sicherung West               | 4. Sicherungs-Division                              | 8. Minensuchflottille, 10. Minensuchflottille, 26. Minensuchflottille, 28. Minensuchflottille, 42. Minensuchflottille, 44. Minensuchflottille, 2. Sperrbrecherflottille, 4. Vorpostenflottille, 6. Vorpostenflottille |
| Führer der Marine-Landstreitkräfte            |                                                     | |